# バート・ラー
バート・ラー（Bert Lahr,  1895年8月13日 - 1967年12月4日）は、アメリカ合衆国の俳優・コメディアンである。

## 来歴
1895年、ニューヨーク州ニューヨーク市に生まれる。ドイツ系ユダヤ人の家庭だった。その後、マンハッタンで育ち、15歳で学校を退学。退学後はヴォードヴィリアンとして活動を始め、1927年にはブロードウェイデビューを果たした。デビュー以降は、いくつかのブロードウェイの舞台へ出演してミュージカルの分野においてもキャリアを積んだ。1931年に『青空狂騒曲』で映画デビューを果たしてからは、映画界でも活躍。30年代は短編映画や長編映画の両方で俳優として活躍し、1939年にジュディ・ガーランド主演のファンタジー映画『オズの魔法使』では、気の優しい臆病なライオンを演じている。1940年代からはテレビドラマへも出演し、幅広い層からコメディアンとして人気を博した。

### 死去
1967年12月4日に、癌のため死去。死去した当時は、映画『The Night They Raided Minsky's』の撮影中でもあった。72歳だった。

## 出演作品

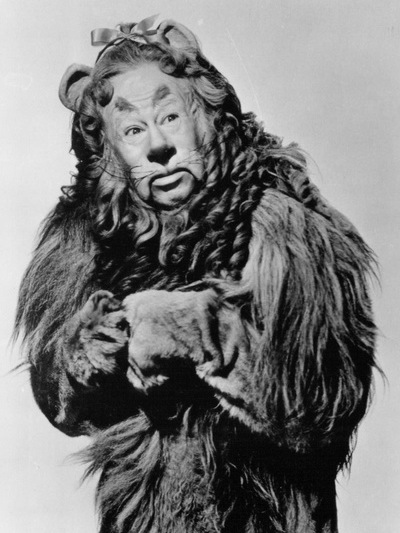
『オズの魔法使』より

### 映画
- 青空狂騒曲 Flying High (1931)
- Mr. Broadway (1933)
- Merry Go Round of 1938 (1937)
- Love and Hisses (1937)
- ジョゼット Josette (1938)
- Just Around the Corner (1938)
- 舞姫ザザ Zaza (1938)
- オズの魔法使 The Wizard of Oz (1939)
- Sing Your Worries Away (1942)
- Ship Ahoy (1942)
- Meet the People (1944)
- テレヴィジョンの王様 Always Leave Them Laughing (1949)
- Mister Universe (1951)
- ローズ・マリー Rose Marie (1954)
- The Second Greatest Sex (1955)
- グレート・ワルツ The Great Waltz (1956) ※テレビ映画
- The Secret World of Eddie Hodges (1960) ※テレビ映画
- Ten Girls Ago (1962)
- The Fantasticks (1964)
- Thompson's Ghost (1966)
- The Night They Raided Minsky's (1968)

### テレビドラマ
- The Philco Television Playhouse (1949)
- The Prudential Family Playhouse (1951)
- Musical Comedy Time (1951)
- オムニバス Omnibus (1953, 1956, 1957, 1958)
- The Best of Broadway (1954)
- Max Liebman Spectaculars (1956)
- Ford Star Jubilee (1956)
- Kraft Television Theatre (1957)
- ランデヴー Rendezvous (1958, 1959)
- ジェネラル・エレクトリック・シアター General Electric Theater (1959)
- Startime (1960)
- Bob Hope Presents the Chrysler Theatre (1965)
- Summer Fun (1966)